# شرکت کانال سوئز
شرکت کانال سوئز (فرانسوی: Compagnie universelle du canal maritime de Suez‎) ابرشرکت در ساخت کانال بود که در سال ۱۸۵۹ توسط فردینان دو لیسپس‌ ساخته شد. در سال ۱۹۵۶ پس از اینکه جمال عبدالناصر‌ این شرکت را ملی‌سازی کرد بحران سوئز به وجود آمد. این شرکت در ۱۹۶۲ پس از پرداخت‌های نهایی تحت کنترل کامل مصر قرارگرفت و نهایتاً ۱۹۹۷ با شرکتی فرانسوی ادغام شد.